# Рембково
Рембково (пол. Rębkowo) — село в Польщі, у гміні Вінниця Пултуського повіту Мазовецького воєводства.
Населення — 146 осіб (2011).
У 1975—1998 роках село належало до Цехановського воєводства.

## Демографія
Демографічна структура станом на 31 березня 2011 року:
|          | Загалом | Допрацездатний вік | Працездатний вік | Постпрацездатний вік |
| -------- | ------- | ------------------ | ---------------- | -------------------- |
| Чоловіки | 67      | 8                  | 51               | 8                    |
| Жінки    | 79      | 22                 | 35               | 22                   |
| Разом    | 146     | 30                 | 86               | 30                   |